# Eindewege
Eindewege is een buurtschap in de gemeente Goes, in de Nederlandse provincie Zeeland. Het heeft 208 inwoners (mei 2021).
De buurtschap ligt iets ten noorden van het grotere dorp 's-Heer Arendskerke en de N664. De spoorlijn Roosendaal - Vlissingen loopt langs en door Eindewege en tevens bevond zich hier de aftakking van de goederenspoorweg naar het haven- en industriegebied Vlissingen-Oost. Deze goederenspoorweg is sinds september 2008 vervangen door de Spoorlijn Lewedorp - Vlissingen Sloehaven, en het oude traject is (grotendeels) veranderd in een pad alleen toegankelijk voor voetgangers, fietsers en ruiters.

In Eindewege bevindt zich het rijksmonument de molen Nooit Gedacht.

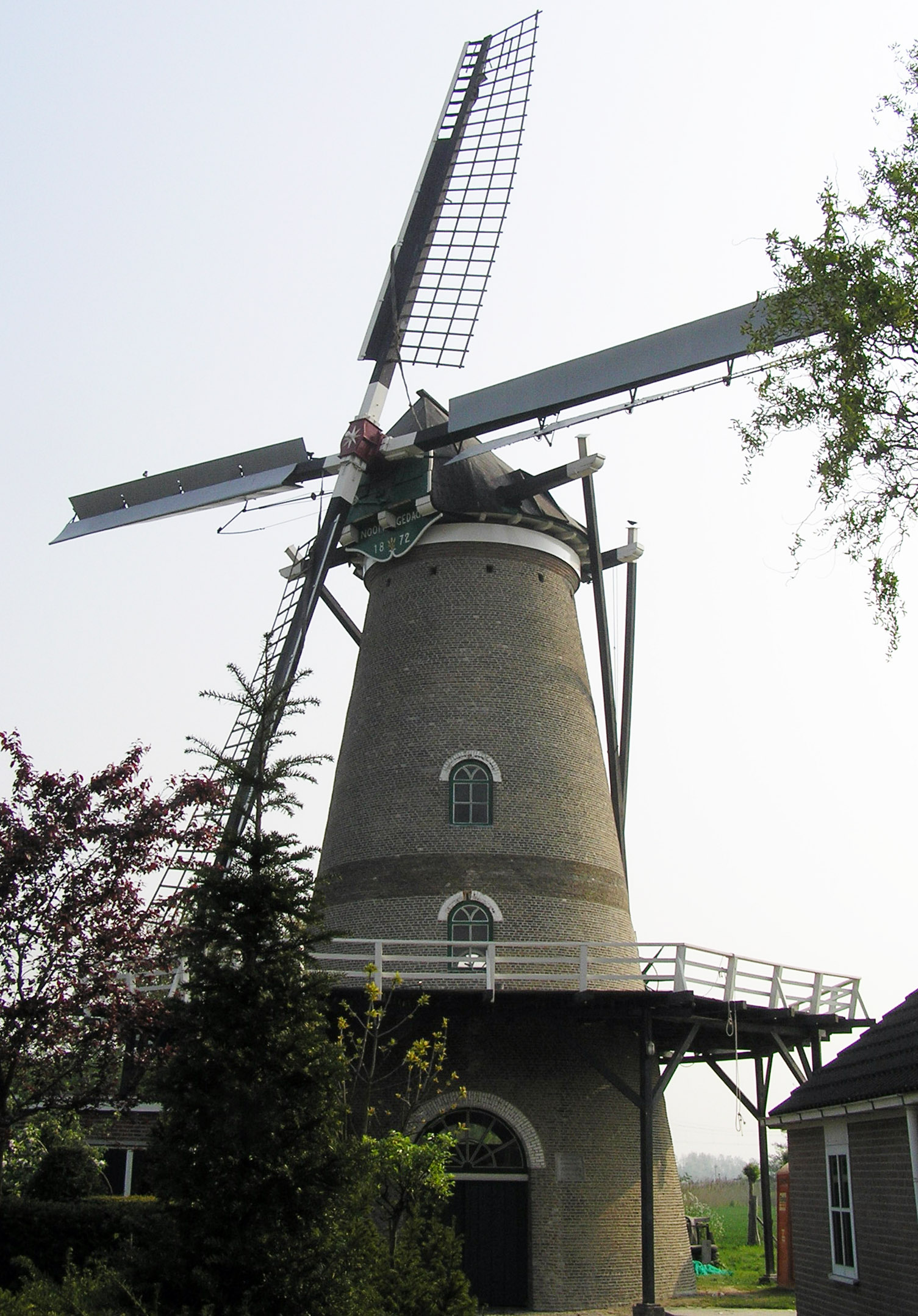
Molen Nooit Gedacht

## Extere link
- Informatie over rijksmonumentnummer 16401.

Stad: Goes

Dorpen: 's-Heer Arendskerke · 's-Heer Hendrikskinderen · Kattendijke · Kloetinge · Oud-Sabbinge · Wilhelminadorp · Wolphaartsdijk

Buurtschappen: Abbekinderen · Blauwewijk · De Groe · Eindewege · Goese Sas · Monnikendijk · Noordeinde · Oude Veerdijk · Planketent · Roodewijk · Sluis de Piet · Terlucht · Tervaten · Waanskinderen · Wissekerke

Zeeland: Steden en dorpen in Zeeland      Nederland: Provincies · Gemeenten